# Constantin G. Dissescu
Constantin G. Dissescu (1854-1932) fue un profesor, jurista y político rumano.

## Biografía
Nacido en Slatina el 8 de agosto de 1854, completó sus estudios en Bucarest en el colegio Sfântul Sava y los finalizó en la Facultad de Derecho de París, de donde recibió el título de doctor en derecho. Desde el 1 de febrero de 1878 hasta octubre de 1880 fue juez del tribunal de Ilfov; de 1879 a 1884 reemplazó a Vasile Boerescu como profesor en el departamento de derecho comercial de la Universidad de Bucarest. En 1883 fue nombrado profesor titular de derecho penal y procesal civil en la Universidad de Iași; y en 1884 fue trasladado a la Universidad de Bucarest como profesor de derecho público rumano. En 1892 fue nombrado fiscal del Estado, cargo que ocupó hasta 1895, cuando dimitió. En 1899 fue nombrado ministro de Justicia y más adelante, en 1906 y 1912, de Educación. Falleció en 1932.Entre sus publicaciones se encontró un Cursul de drept public român (3 vol.).